# Nowy Świat (Wilno)
Nowy Świat (lit. Naujininkų seniūnija, Naujininkai) – lewobrzeżna  dzielnica administracyjna Wilna. W południowej części dzielnicy znajduje się port lotniczy Wilno.